# Вега
Вега или алфа Лире (лат. Vega, α Lyrae, α Lyr) је најсјајнија звезда сазвежђа Лира. Вега је друга најсјајнија звезда северног неба (после Арктуруса) и пета најсјајнија звезда ноћног неба, магнитуде 0,03. Име Вега потиче од арапског назива Al Waki, што значи „обрушавајући орао“, тако да је раније уместо Vega називана Wega, а на неким звезданим глобусима из 17. века обележавана је и као Alvaka.
Астрономи су опсежно проучавали Вегу, што је довело до тога да се назива „вероватно најважнијом звездом на небу после Сунца”. Вега је била звезда северног пола око 12.000. п. н. е. и поново ће бити око године 13.727, када ће деклинација бити + 86°14'. Вега је била прва звезда осим Сунца која је фотографисана и прва чији је спектар снимљен. Она је била једна од првих звезда чија удаљеност је процењена помоћу мерења паралаксе. Вега је служила као основа за калибрацију скале фотометријске осветљености и била је једна од звезда које су кориштене за дефинисање нулте тачке УПВ фотометријског система.

## Опис
Вега је плавобела звезда (некада се описује и као челично плава) класе A0V, и од Сунчевог система је удаљена 25 светлосних година (7,7 парсека). Апсолутна магнитуда Веге је 0,6 и 52 пута је луминознија од Сунца, што је чини једном од најлуминознијих звезда у ближој околини Сунца. Старост Веге је процењена на између четиристо и шестсто милиона година.
Услед прецесије, Вега је била „звезда северњача“ пре око 12000 година, и поново ће то бити за око 14000 година.
Вега је прва звезда која је фотографисана (1850) и прва чији је спектар фотографисан (1872).
Заједно са Алтаиром (α Орла) и Денебом (α Лабуда) чини темена астеризма Летњи троугао.

## Планетарни систем
Сателит за инфрацрвену астрономију (Infrared Astronomical Satellite, IRAS) је 1983. године открио диск гаса и прашине око Веге, који највероватније представља протопланетарни систем.
На основу података Насиног свемирског телескопа Спицер и Есине свемирске опсерваторије Хершел, 2012. године је утврђено постојање два појаса астероида, налик астероидном и Којперовом појасу у Сунчевом систему. Сматра се да постојање два раздвојена појаса астероида указује на вишечлани планетарни систем. Оба астероидна појаса око Веге садрже више материјала од својих пандама у Сунчевом систему из два разлога — Вегин систем је млађи од Сунчевог, па планете нису имале довољно времена за „чишћење“ своје околине, а и Вегин систем је формиран из масивнијег облака гаса и прашине него Сунчев систем
- Диск прашине и гаса око Веге (вероватно протопланетарни диск)
- астеризам Летњи троугао
- Пројекција преспецијалне стазе Северног пола на фиксном небу Епоха Ј2000.0 за временски интервал од 48000 пре заједничке ере до 52000 уобичајене ере.[25]. Вега је у дну слике.
- Поређење величине Веге (лево) и Сунца (десно). Због брзе ротације, Вега је спљоштена на половима.